# 小行星8696
小行星8696（英語：8696 Kjeriksson）是一颗围绕太阳公转的小行星。1993年3月17日，烏普薩拉－ESO小行星及彗星巡天在拉西拉天文台发现了此天体。
这颗小行星的绝对星等为344.5965479762205等。